# Calcifediol
Calcifediolul (de asemenea denumit și calcidiol și 25-hidroxicolecalciferol) este un secosteroid sintetizat la nivel hepatic în urma reacției de hidroxilare a vitaminei D3 (colecalciferol) în prezența enzimei colecalciferol-25-hidroxilaza. Nivelul de calcifediol din organism indică nivelul de vitamină D disponibilă. În urma unui aport zilnic tipic de vitamină D3, conversia totală a acesteia la calcifediol durează aproximativ 7 zile.
Calcifediolul este transformat la rândul său la nivelul rinichilor, în prezența enzimei 25(OH)D-1α-hidroxilaza, la calcitriol (1,25-(OH)2D3), un hormon secosteroid care de fapt reprezintă forma activă a vitaminei D. O altă cale de metabolizare renală convertește calcifediolul la 24-hidroxicalcidiol prin hidroxilare în poziția 24.